# Křivý les
Křivý les, polsky Krzywy Las, je háj zvláštně tvarovaných borovic (borovice lesní) , který se nachází v obci Nowe Czarnowo ve gmině Gryfino nedaleko města Gryfino v okrese Gryfino v Západním Pomořansku v severozápadním Polsku. Les je v Polsku chráněnou přírodní památkou a nachází se v mezoregionu Dolina Dolnej Odry.

## Historie a popis
Tento háj se zhruba 400 borovic byl v obci Nowe Czarnowo vysazen kolem roku 1930. Každá borovice se těsně nad úrovní terénu prudce ohýbá k severu a po 1–3 metrech se stáčí zpět do vzpřímené polohy. Zakřivené borovice jsou obklopeny okolním lesem rovných borovic.
Obecně se předpokládá, že k tomu, aby stromy takto rostly nebo se ohýbaly, byl použit nějaký lidský nástroj nebo technika, ale tento způsob nebyl nikdy určen a zůstává záhadou. Spekuluje se, že stromy mohly být deformovány, aby vzniklo přirozeně zakřivené dřevo pro použití v nábytkářství nebo při stavbě lodí. Jiní se domnívají, že kmeny mohla ohnout sněhová bouře či poškození vojenskými vozidly během druhé světové války, ale důkazů je o tom málo.
Les byl představen v 1. sérii, 4. epizodě seriálu The UnXplained na americkém TV kanálu History s názvem „Unnatural Nature“, která byla poprvé odvysílána 9. srpna 2019.

## Turistika
Místo je přístupné veřejnosti a slouží jako významná turistická atrakce v regionu a leží na dálkové trasa pro pěší Szlak Nadodrzański.